# Mdina
Artykuł ten został zgłoszony do umieszczenia na stronie głównej w rubryce „Czy wiesz”.
Pomóż nam go sprawdzić: oceń zgłoszoną nominację.
Mdina (fen.  Melitta, grc. Melitte) – jedna z jednostek administracyjnych na Malcie. Mieszkają tutaj 201 osób. Była stolicą Malty, położona jest w centralnej części wyspy Malta. Jest to średniowieczne miasto z wąskimi uliczkami, położone na wzgórzu, skąd roztacza się szeroki widok na wyspę.

## Toponimia
Nazwa miasta pochodzi od arabskiego słowa madīnah (مدينة), które oznacza „miasto” lub „miejscowość”. Nazwa Melite lub Melita, związana z dawną starożytną osadą znajdującą się w tym samym miejscu, przetrwała jako nazwa wyspy (Malta).

## Historia

### Starożytność
Płaskowyż, na którym zbudowana jest Mdina, był zamieszkany od czasów prehistorycznych, a w epoce brązu stanowił miejsce schronienia, ponieważ był naturalnie łatwy do obrony, Fenicjanie założyli w tym miejscu kolonię, znaną jako Ann od ich nazwy wyspy, około VIII wieku p.n.e. Republika Rzymska zdobyła Maltę w 218 roku p.n.e., we wczesnym okresie II wojny punickiej. Rzymianie wykorzystywali Mdinę jako swoje centrum administracyjne, lecz przemianowali ją na Melita od greckiej i łacińskiej nazwy wyspy, prawdopodobnie zaczerpniętej od głównego portu punickiego w Wielkim Porcie. Miasto punicko-rzymskie było około trzykrotnie większe od współczesnej Mdiny, rozciągając się na dużą część dzisiejszego Rabatu.
Według Dziejów Apostolskich apostoł Paweł rozbił się statkiem u wybrzeży Malty w 60 roku n.e.. Zamieszkał wówczas w grocie w Melicie, dziś na terenie dzisiejszego Rabatu, został powitany przez jej namiestnika Publiusza i cudownie uzdrowił chorego ojca namiestnika. Legenda chrześcijańska głosi, że wówczas ludność Malty nawróciła się na chrześcijaństwo, Publiusz został biskupem Malty, a następnie biskupem Aten, zanim poniósł męczeńską śmierć w 112 roku.
Bardzo niewiele pozostałości po mieście punicko-rzymskim zachowało się do dziś. Najważniejsze są ruiny Domus Romana, w której odkryto kilka dobrze zachowanych mozaik, posągów i innych artefaktów. Wykopano także pozostałości podium Świątyni Apollina, fragmenty murów miejskich oraz inne stanowiska.

### Średniowiecze
W pewnym momencie po upadku Cesarstwa Zachodniorzymskiego w obrębie miasta wzniesiono obwarowania, redukując jego obszar do obecnych rozmiarów. Zrobiono to, aby obwód miasta był łatwiejszy do obrony, a podobne zmniejszenia wielkości miast były powszechne w regionie Morza Śródziemnego we wczesnym średniowieczu. Chociaż tradycyjnie zakładano, że obwarowania zostały zbudowane przez Arabów, sugerowano również, że w rzeczywistości wzniesiono je około VIII wieku przez Cesarstwo Bizantyjskie, gdy zagrożenie ze strony Arabów wzrosło.
W 870 roku bizantyńska Melite, którą rządził namiestnik Amros (prawdopodobnie Ambrosios), została oblężona przez Aghlabidów dowodzonych przez Halafa al-Hādima. Zginął on w trakcie walk, a z Sycylii wysłano Sawādę Ibn Muḥammada, aby kontynuował oblężenie po jego śmierci. Czas trwania oblężenia nie jest znany, ale prawdopodobnie trwało ono kilka tygodni lub miesięcy. Po zdobyciu Melite przez najeźdźców mieszkańcy zostali wymordowani, miasto zniszczone, a jego kościoły splądrowane. Marmur z kościołów Melite został wykorzystany do budowy zamku w Susie.
Według Al-Himyarī Malta pozostawała prawie niezamieszkana aż do ponownego zasiedlenia w 1048 lub 1049 roku przez muzułmanów z Sycylii i ich niewolników, którzy na miejscu Melite zbudowali osadę nazwaną Madina. Dowody archeologiczne sugerują, że na początku XI wieku miasto było już dobrze rozwiniętą osadą muzułmańską, więc lata 1048–1049 mogą oznaczać datę jego oficjalnego założenia i wzniesienia murów miejskich. Układ nowego miasta był całkowicie odmienny od starożytnego Melite. Niektóre elementy układu współczesnej Mdiny, takie jak wąskie i przypominające labirynt uliczki, mogą nadal odzwierciedlać dziedzictwo tego okresu i wykazywać podobieństwo do historycznych medyn w Afryce Północnej.
Bizantyńczycy oblegali Medinę w latach 1053–1054, lecz zostali odparci przez jej obrońców. Miasto poddało się pokojowo Rogerowi I Sycylijskiemu po krótkim oblężeniu w 1091 roku.
W XII wieku fortyfikacje miasta zostały przebudowane i rozbudowane. W tym czasie obszar miasta został już zredukowany do wielkości zbliżonej do obecnej. Teren na południe od miasta, który wcześniej wchodził w skład rzymskiej Melite, a teraz znajdował się poza murami, został przekształcony w przedmieście, czyli dzisiejszy Rabat.
Ludność Malty w XV wieku wynosiła około 10 000 osób, a życie miejskie ograniczało się do Mdiny, Birgu oraz Cytadeli na Gozo. Mdina była stosunkowo mała i częściowo niezamieszkana, a do 1419 roku została już przewyższona pod względem wielkości przez swoje przedmieście, Rabat. Pod panowaniem Aragończyków władza lokalna spoczywała na Università, wspólnotowym organie z siedzibą w Mdinie, który pobierał podatki i zarządzał ograniczonymi zasobami wysp. W różnych momentach XV wieku rada miejska skarżyła się swoim aragońskim zwierzchnikom, że wyspy są zdane na łaskę morza i Saracenów.
Miasto wytrzymało oblężenie najeźdźców Hafsydów w 1429 roku.

### Działalność klasztorna
Kiedy w 1530 roku Zakon Świętego Jana przejął władzę nad Maltą, miejscowa szlachta uroczyście przekazała klucze do miasta wielkiemu mistrzowi Philippe’owi Villiers de L’Isle-Adam, jednak zakon osiedlił się w Birgu i Mdina utraciła status stolicy. W latach 40. XVI wieku rozpoczęto modernizację fortyfikacji za rządów Juana de Homedes y Coscon, a w 1551 roku miasto wytrzymało krótkie oblężenie osmańskie.
Mdina ucierpiała poważnie podczas trzęsienia ziemi na Sycylii w 1693 roku; choć nie odnotowano ofiar śmiertelnych, XIII-wieczna katedra św. Pawła została częściowo zniszczona i odbudowana w stylu barokowym przez Lorenzo Gafę w latach 1697–1703.
3 listopada 1722 roku nowo wybrany wielki mistrz António Manoel de Vilhena wydał rozkaz restauracji i renowacji Mdiny. Zadanie to powierzono francuskiemu architektowi i inżynierowi wojskowemu Charlesowi François de Mondion, który wprowadził do wciąż w dużej mierze średniowiecznego miasta silne elementy baroku francuskiego. Wówczas znaczna część fortyfikacji oraz wejście do miasta zostały całkowicie przebudowane. Pozostałości Castellu di la Chitati zostały zburzone, aby zrobić miejsce dla Palazzo Vilhena, a główną bramę miejską zamurowano i w pobliżu wzniesiono nową Mdina Gate. Wybudowano także kilka budynków publicznych, w tym Banca Giuratale oraz Corte Capitanale. Ostatnim większym dodatkiem do fortyfikacji Mdiny był Bastion Despuig, ukończony w 1746 roku.

### Okupacja francuska i rządy brytyjskie
10 czerwca 1798 roku Mdina została zajęta przez wojska francuskie bez większego oporu podczas francuskiej inwazji na Maltę. W mieście pozostał francuski garnizon, jednak 2 września tego samego roku wybuchło powstanie maltańskie. Następnego dnia powstańcy weszli do miasta przez poternę i dokonali masakry garnizonu liczącego 65 żołnierzy. Wydarzenia te zapoczątkowały dwuletnie powstanie i blokadę, a Maltańczycy utworzyli Zgromadzenie Narodowe, które obradowało w Banca Giuratale w Mdinie. Powstańcy odnieśli sukces i w 1800 roku Francuzi poddali się, a Malta stała się brytyjskim protektoratem.
W latach 1883–1931 Mdina była połączona z Vallettą Koleją Maltańską.

### Współczesność
Obecnie Mdina jest jedną z głównych atrakcji turystycznych Malty, odwiedzaną przez około 1,7 miliona turystów rocznie.
W latach 2008–2016 przeprowadzono szeroko zakrojoną renowację murów miejskich.

## Ulice w Mdinie[38]
- Misraħ il-Kunsill (Plac Rady)
- Pjazza San Pawl (Plac św. Pawła)
- Pjazza San Publiju (Plac św. Publiusza)
- Pjazza tal-Arċisqof (Plac Arcybiskupa)
- Pjazza tas-Sur (Plac Bastionowy)
- Pjazzetta Beata Marija Adeodata Pisani (Placyk * Bł. Marii Adeodata Pisani)
- Triq Inguanez (ulica Inguanez)
- Triq Mesquita (ulica Mesquita)
- Triq is-Sur (ulica Bastionowa)
- Triq San Pawl (ulica św. Pawła)
- Triq Santu Rokku (ulica św. Rocha)
- Triq l-Imħażen (ulica Magazynowa)
- Triq Villegaignon (ulica Villegaignon) (ulica główna).

## Galeria

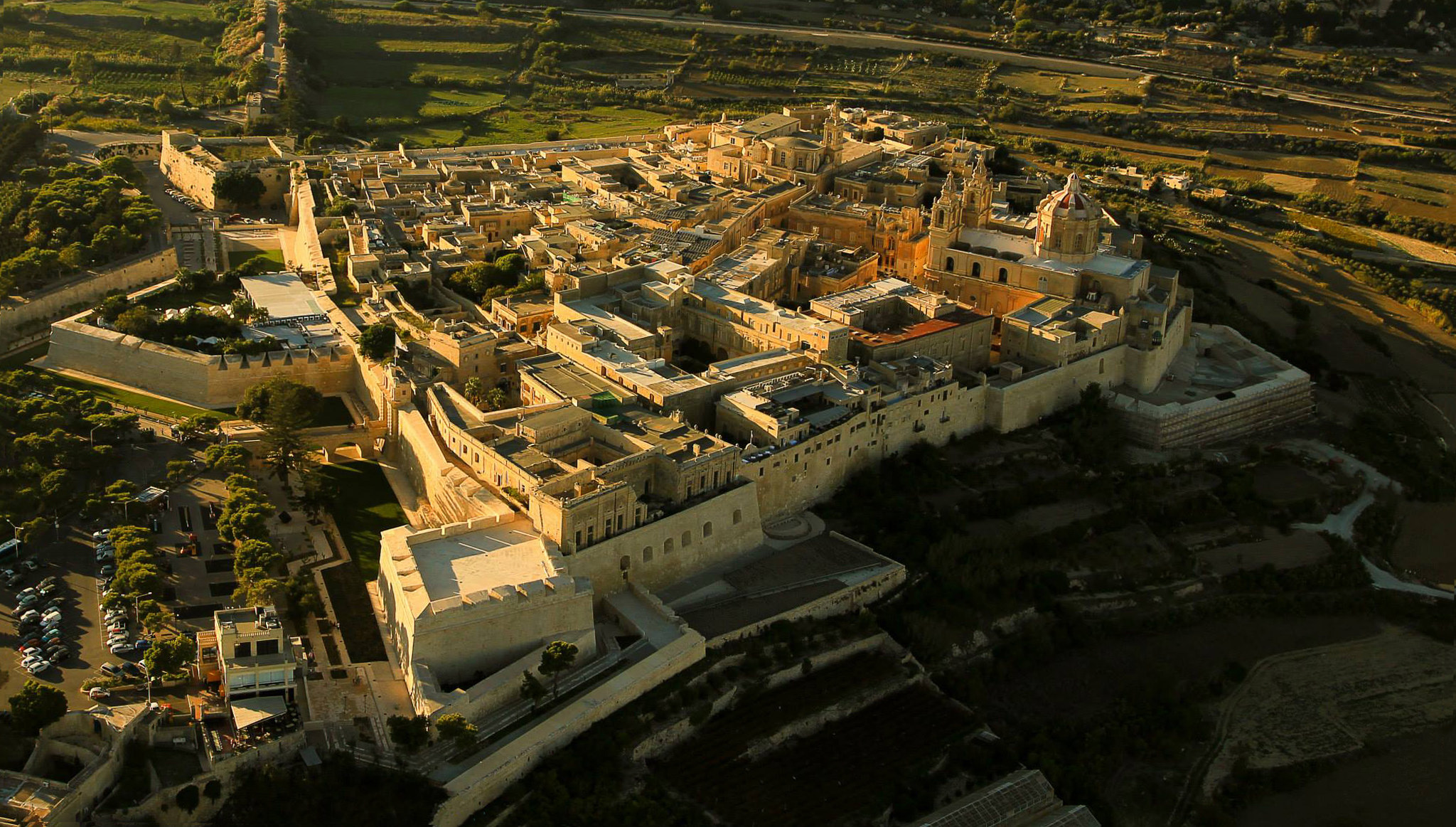
Mdina z lotu ptaka
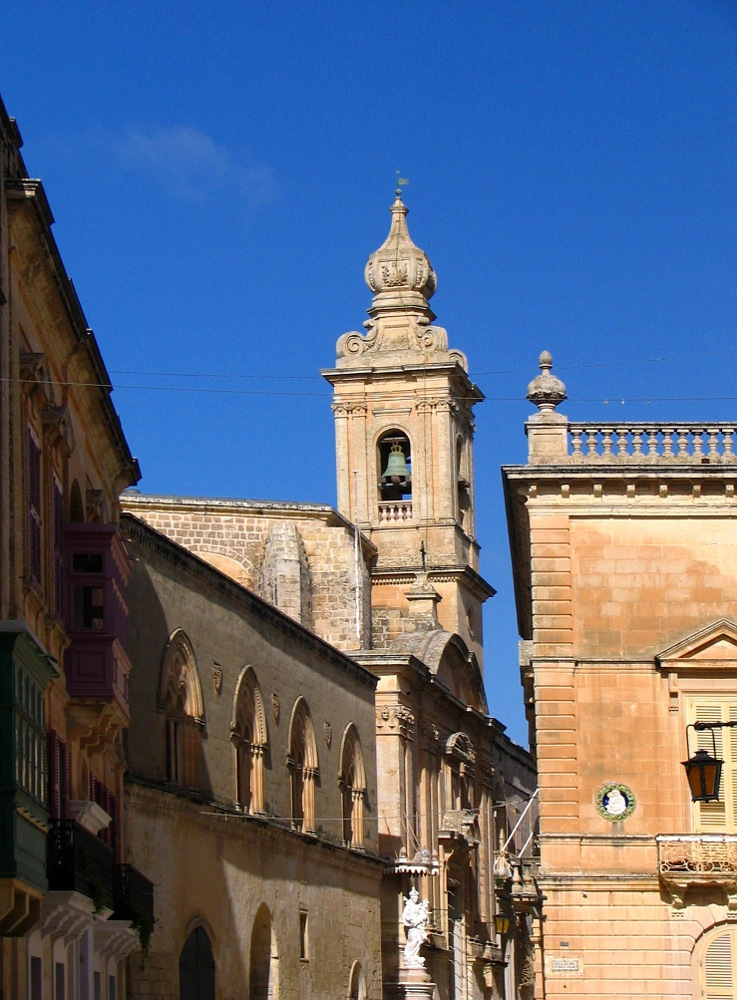
Kościół Karmelitów
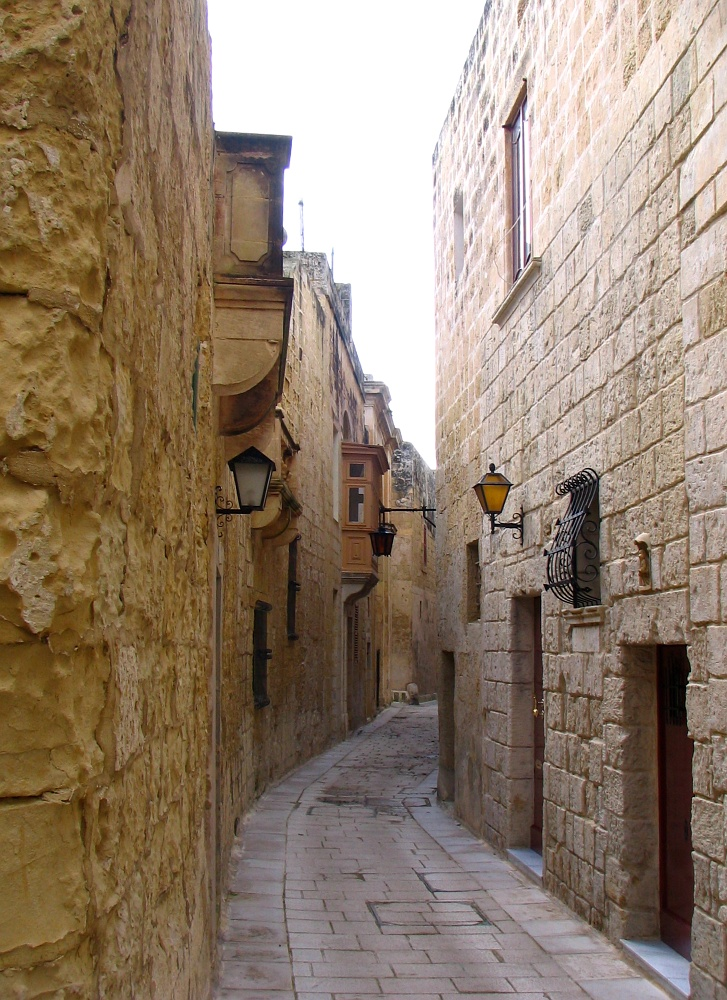
Mdina – typowa wąska uliczka
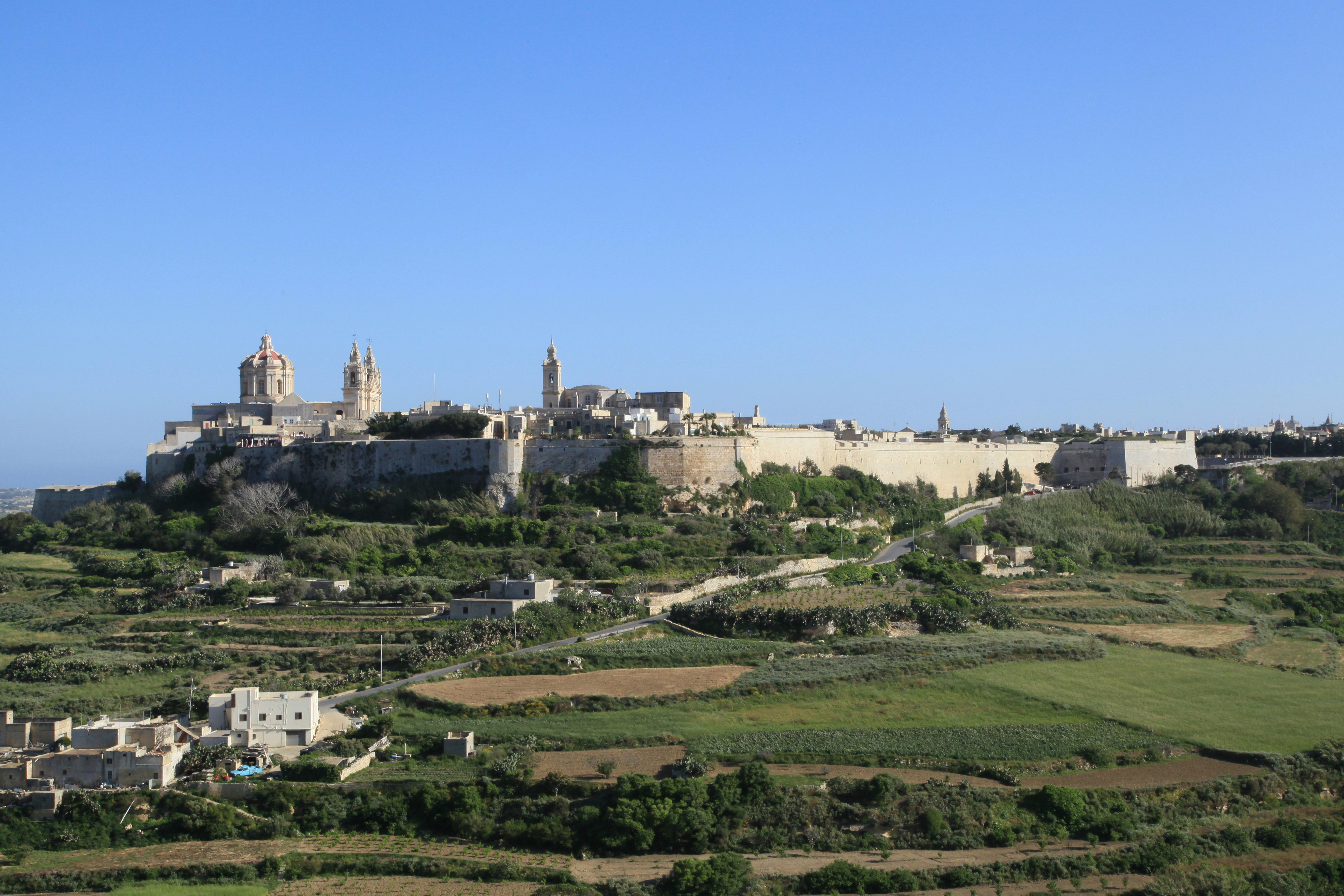
Panorama Mdiny
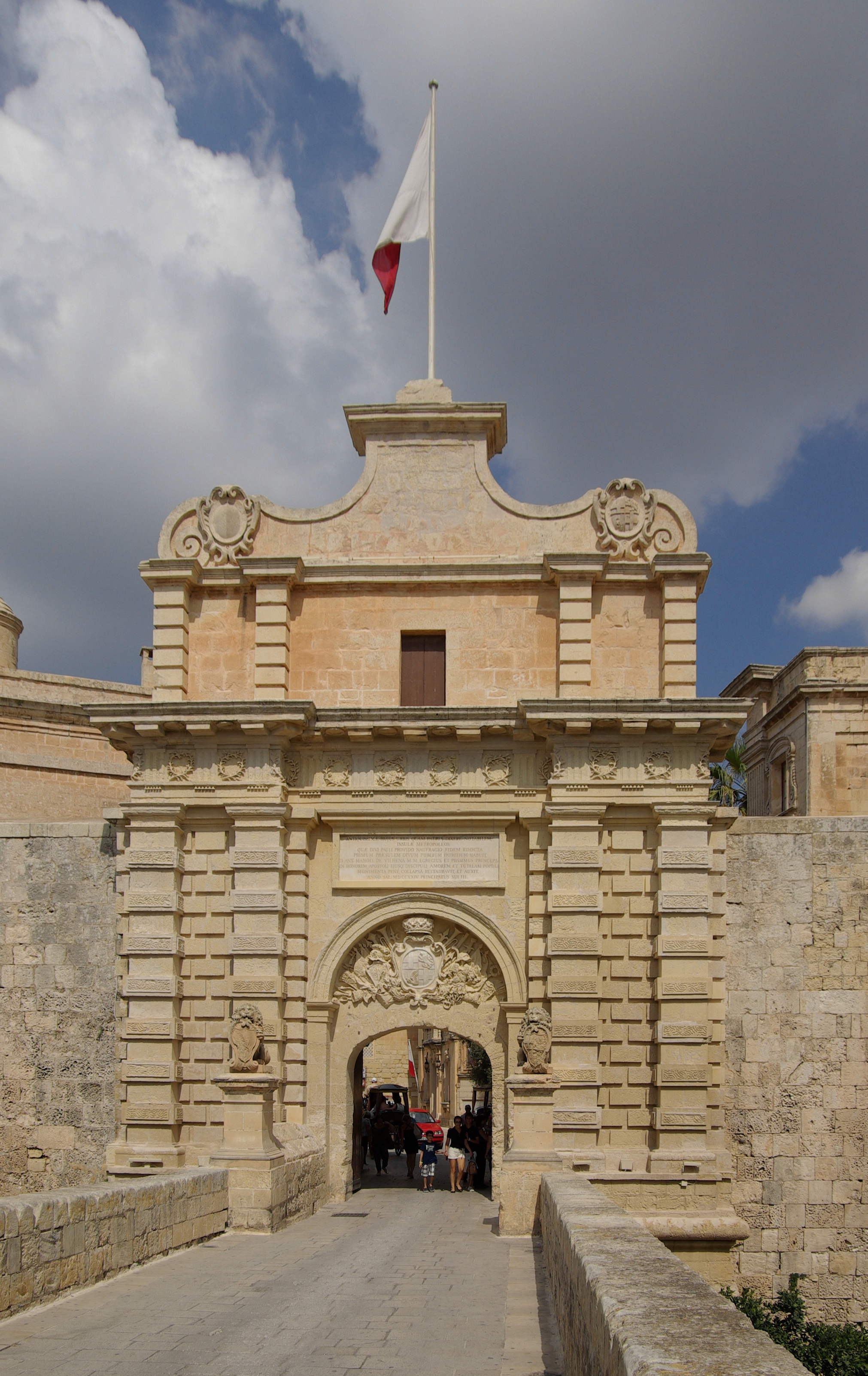
Brama główna w Mdinie
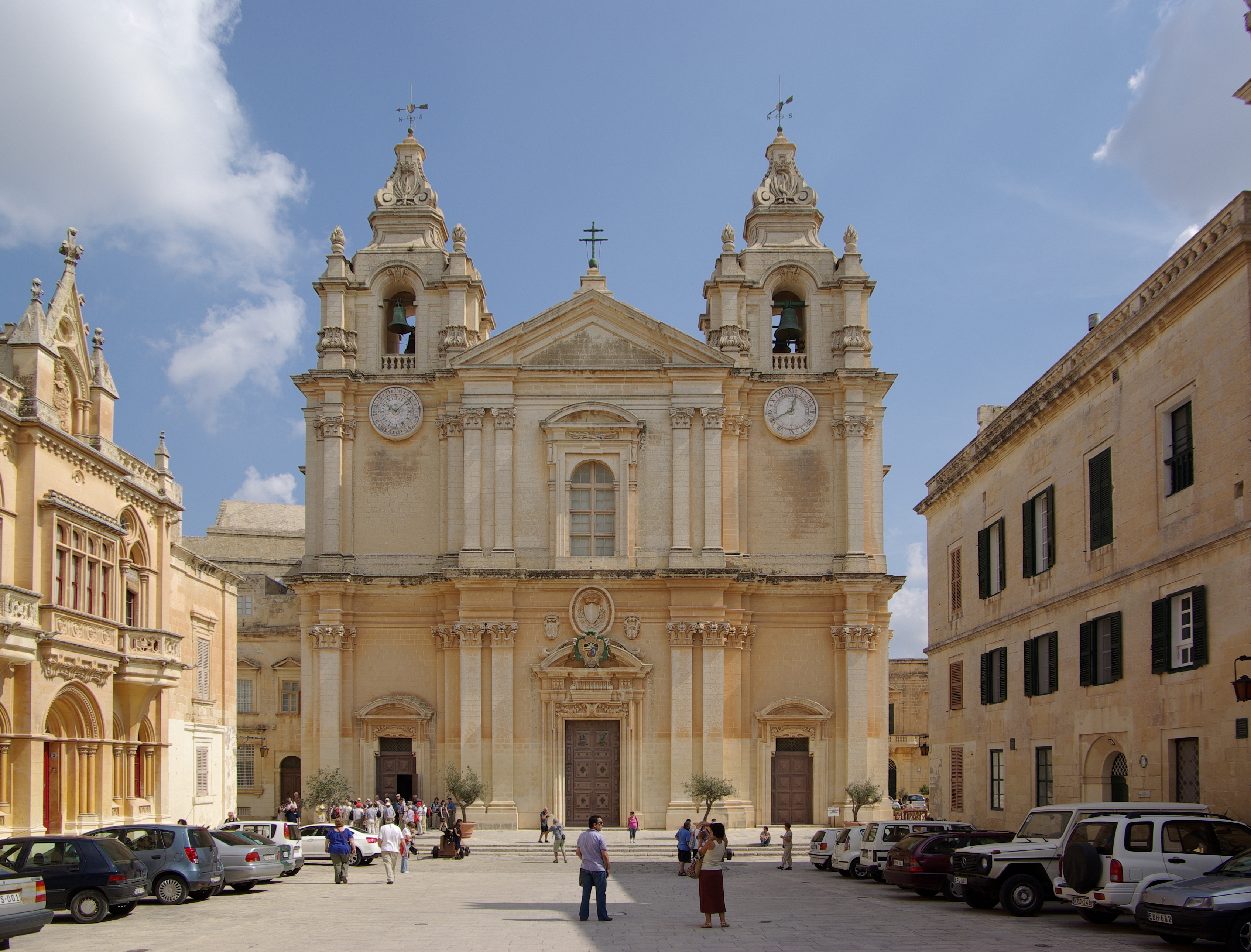
Katedra Świętego Pawła w Mdinie
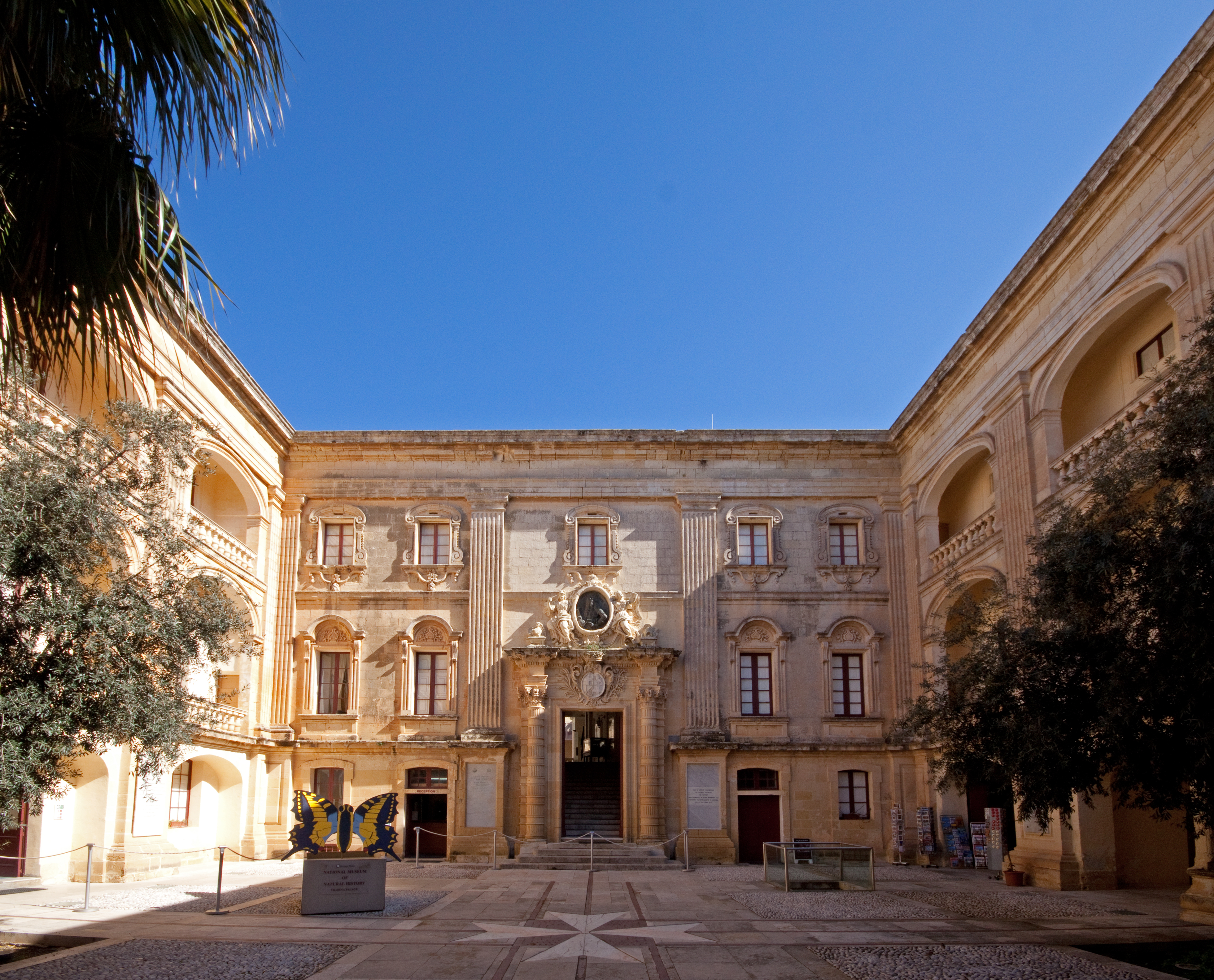
Palazzo Vilhena, siedziba Narodowego Muzeum Historii Naturalnej